# Albert-Camille Vital
Albert-Camille Vital (né le 18 juillet 1952 à Toliara) est un officier et homme politique malgache, un ingénieur en génie civil formé en URSS. Dans son parcours, il a été chef de bureau technique de l’État-major des forces de développement (1987-1991), puis désigné chef de corps du premier régiment de la Région militaire no 5 Toliara (1998-2001) avant de suivre une formation à  l’École supérieure de guerre de Paris à Paris de 2001 à 2002.

## Biographie
Le 20 décembre 2009, il est nommé Premier ministre par le président de la Transition, Andry Rajoelina, succédant ainsi à Eugène Mangalaza, et à Cécile Manorohanta qui assure un très court intérim de 48 heures. Il accepte d'intégrer le camp de Rajoelina après qu'on lui eut interdit de se présenter aux dernières élections municipales de Toliara à cause de sa popularité grandissante.
Le 2 novembre 2011, il est remplacé par Jean-Omer Beriziky à la tête du gouvernement.
Au cours du Conseil des ministres du 28 juin 2012, il est nommé ambassadeur représentant permanent de Madagascar auprès de l’Office des Nations unies et des institutions spécialisées à Genève en succession de Guy Rajemison Rakotomaharo "limogé en raison de sa déclaration de candidature à la présidentielle".
Le 19 avril 2013, il annonce à son tour, en tant qu'indépendant, sa candidature à l'élection présidentielle malgache de 2013 après avoir été préféré à Edgard Razafindravahy par les militants du parti Tanora Gasy Vonona (TGV) lors du congrès tenu le 6 avril 2013.
Trois jours plus tard, c'est avec le parti Hiaraka Isika qu'il dépose son dossier de candidature auprès de la Cour électorale spéciale le 22 avril 2013. Il termina à la 5e place, avec 6,85% des voix (surtout dans sa province de Tuléar). Il se rallia ensuite, pour le second tour à Jean-Louis Robinson, le candidat soutenu, notamment, par Marc Ravalomanana.